# Copa del Mundo de Ciclismo de 1991
La Copa del Mundo de Ciclismo en el año 1991 tuvo los siguientes resultados:

## Calendario
| Carrera                  | Fecha            | Vencedor            | Equipo del vencedor   |
| ------------------------ | ---------------- | ------------------- | --------------------- |
| Milán-San Remo           | 23 de marzo      | Claudio Chiappucci  | Carrera Jeans-Tassoni |
| Tour de Flandes          | 7 de abril       | Edwig Van Hooydonck | Buckler               |
| París-Roubaix            | 14 de abril      | Marc Madiot         | RMO                   |
| Lieja-Bastoña-Lieja      | 21 de abril      | Moreno Argentin     | Ariostea              |
| Amstel Gold Race         | 27 de abril      | Frans Maassen       | Buckler               |
| Wincanton Classic        | 4 de agosto      | Eric Van Lancker    | Panasonic             |
| Clásica de San Sebastián | 10 de agosto     | Gianni Bugno        | Gatorade              |
| G. P. Zúrich             | 18 de agosto     | Johan Museeuw       | Lotto                 |
| G. P. de la Libération   | 15 de septiembre | Buckler             | Buckler               |
| G. P. Teleglobe          | 6 de octubre     | Eric Van Lancker    | Panasonic             |
| París-Tours              | 13 de octubre    | Johan Capiot        | TVM Sanyo             |
| Giro de Lombardía        | 19 de octubre    | Sean Kelly          | Festina               |
| Final (Bérgamo)          | 26 de octubre    | Tony Rominger       | Toshiba               |

1. ↑  La prueba final fue el Trofeo Baracchi.

## Clasificación
| Pos | Corredor            | Equipo          | Puntos |
| --- | ------------------- | --------------- | ------ |
|     | Maurizio Fondriest  | Panasonic       | 132    |
| 2   | Laurent Jalabert    | Toshiba         | 121    |
| 3   | Rolf Sørensen       | Ariostea        | 114    |
| 4   | Edwig Van Hooydonck | Buckler         | 94     |
| 5   | Marc Madiot         | RMO             | 71     |
| 6   | Frans Maassen       | Buckler         | 70     |
| 7   | Franco Ballerini    | Del Tongo       | 66     |
| 8   | Adri Van der Poel   | Tulip Computers | 57     |
| 9   | Dirk De Wolf        | Tonton Tapis    | 52     |
| 10  | Phil Anderson       | Motorola        | 51     |

## Clasificación por equipos
| Pos | Equipo    | Puntos |
| --- | --------- | ------ |
| 1   | Panasonic | 107    |
| 2   | Buckler   | 87     |
| 3   | PDM       | 65     |
| 4   | Ariostea  | 50     |
| 5   | Lotto     | 46     |